# Juraj Kemka
Juraj „Ďuri“ Kemka (* 26. srpna 1975 Martin) je slovenský herec, bavič a dabér.

## Život
Vystudoval VŠMU, kde se poznal se svými životními přáteli Lukášem Latinákem, Mariánem Miezgem a Róbertem Jakabem, se kterými momentálně improvizuje ve slovenské verzi televizní show Partička. Působí v divadle Astorka Korzo '90. Je ženatý, má manželku Adrianu.

## Dabing
Juraj se věnuje i dabingu, jeho hlasem na slovenské diváky mluví například Cedric Diggory z Harryho Pottera, Spider-Man (ve 2 dílu), Mark v Lásce nebeské nebo Remy v Ratatouillovi.

## Filmografie
- 2003: Útek do Budína
- 2007: Rozhovor s nepriateľom
- 2007: Ordinácia v ružovej záhrade (Ivan Kubovec)
- 2008: Panelák (Dárius Bázik)
- 2009: Chuť leta
- 2009: x=x+1
- 2009 – současnost: Partička
- 2009: Nesmrteľní
- 2011: Legendy popu